# Gornja Drenova
Gornja Drenova is een plaats in de gemeente Sveti Ivan Zelina in de Kroatische provincie Zagreb. De plaats telt 374 inwoners (2001).